# Hollandit
Hollandit ist ein eher selten vorkommendes Mineral aus der Mineralklasse der „Oxide und Hydroxide“ mit der idealisierten, chemischen Zusammensetzung Ba(Mn4+6Mn3+2)O16 und damit chemisch gesehen ein Barium-Mangan-Oxid.
In der Natur kommt Hollandit allerdings immer mit geringen Anteilen anderer Metallionen vor, daher wird die Formel in verschiedenen Quellen mit (Ba,K)(Mn,TiFe)8O16 oder mit (Ba,K,Ca,Sr)(Mn4+,Mn3+,Ti,Fe3+)8O16 angegeben, wobei die in den Klammern angegebenen Elemente Barium, Kalium, Calcium und Strontium bzw. Mangan, Titan und Eisen sich in der Formel jeweils gegenseitig vertreten können (Substitution, Diadochie), jedoch immer im selben Mengenverhältnis zu den anderen Bestandteilen des Minerals stehen.
Hollandit kristallisiert im monoklinen Kristallsystem, ist in jeder Form undurchsichtig (opak) und entwickelt meist radialstrahlig-faserige, traubige bis nierige oder massige Mineral-Aggregate, aber auch prismatische Kristalle mit flachen, pyramidalen Enden von mehreren Zentimetern Länge. Auch in Form stalaktitischer Aggregate und als sternförmige Einschlüsse in Quarz kann Hollandit gefunden werden. Die Farbe von Hollandit schwankt zwischen schwarz, grauschwarz bis silbergrau, die Strichfarbe ist allerdings immer schwarz. Auf den Oberflächen frischer Proben zeigt sich ein halbmetallischer bis metallischer Glanz. Ältere und verwitterte oder massige Proben sind dagegen erdig matt.
Mit einer Mohshärte von 6 gehört Hollandit zu den mittelharten bis harten Mineralen, die sich ähnlich wie das Referenzmineral Apatit mit einem Messer gerade noch ritzen lassen.

## Etymologie und Geschichte

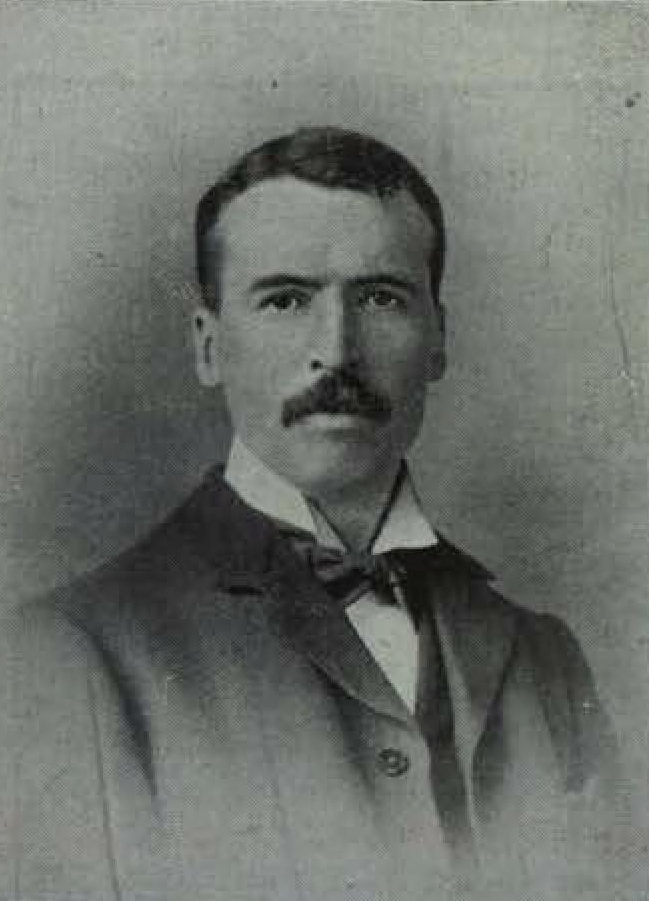
Namensgeber Thomas Henry Holland

Erstmals entdeckt wurde Hollandit in Mineralproben aus der Manganerz-Lagerstätte „Kajlidongri“ im Distrikt Jhabua des indischen Bundesstaates Madhya Pradesh. Die Analyse und Erstbeschreibung erfolgte 1906 durch den Briten Lewis Leigh Fermor (1880–1954), der das Mineral nach Thomas Henry Holland (1868–1947) benannte, dem damaligen Direktor der „Geological Survey of India“.
Hollandit war bereits lange vor der Gründung der International Mineralogical Association (IMA) bekannt und als eigenständige Mineralart anerkannt. Damit hätte Hollandit theoretisch den Status eines grandfathered Mineral. In der 2012 erfolgten Publikation der IMA: Commission on new minerals and mineral names wurde allerdings die chemische Zusammensetzung des Minerals als Ba2+-Mn3+-Endglied der Coronaditgruppe innerhalb der Hollandit-Obergruppe (englisch hollandite supergroup) neu definiert (Antrag IMA 11-F). Da diese Neudefinition automatisch eine nachträgliche Ankerkennung für den Hollandit bedeutete, wird das Mineral seitdem in der „Liste der Minerale und Mineralnamen“ der IMA unter der Summenanerkennung „IMA 2012 s.p.“ (special procedure) geführt.
Als Typlokalität gilt inzwischen die „Gowari Wadhona Mine“ im Distrikt Chhindwara, der ebenfalls im Bundesstaat Madhya Pradesh liegt.
Das Typmaterial des Minerals wird in der Mineralogischen Sammlung des Muséum national d’histoire naturelle (MHN-Paris; auch Museum, Paris) in Paris unter der Katalognummer 129.214 und in der Mineralogischen Sammlung der Ruhr-Universität Bochum unter den Katalognummern 22629 und 22630 aufbewahrt.

## Klassifikation
Bereits in der veralteten 8. Auflage der Mineralsystematik nach Strunz gehörte der Hollandit zur Mineralklasse der „Oxide und Hydroxide“ und dort zur Abteilung „MO2- und verwandte Verbindungen“, wo er gemeinsam mit Coronadit, Kryptomelan, Manjiroit, Todorokit, Vernadit und Woodruffit in der „Kryptomelan-Reihe“ mit der Systemnummer IV/D.03b steht.
In der zuletzt 2018 überarbeiteten Lapis-Systematik nach Stefan Weiß, die formal auf der alten Systematik von Karl Hugo Strunz in der 8. Auflage basiert, erhielt das Mineral die System- und Mineralnummer IV/D.08-033. Dies entspricht ebenfalls der Abteilung „Oxide mit dem Stoffmengenverhältnis Metall : Sauerstoff = 1 : 2 (MO2 und verwandte Verbindungen)“, wo Hollandit zusammen mit Cesàrolith, Coronadit, Ferrihollandit, Henrymeyerit, Kryptomelan, Manjiroit, Mannardit, Priderit, Redledgeit und Strontiomelan die „Kryptomelangruppe“ mit der Systemnummer IV/D.08 bildet.
Auch die von der IMA zuletzt 2009 aktualisierte 9. Auflage der Strunz’schen Mineralsystematik ordnet den Hollandit ebenfalls in die Abteilung „Metall : Sauerstoff = 1 : 2 und vergleichbare“ ein. Diese ist allerdings weiter unterteilt nach der relativen Größe der beteiligten Kationen und der Kristallstruktur. Das Mineral ist hier entsprechend seiner Zusammensetzung und seinem Aufbau in der Unterabteilung „Mit großen (± mittelgroßen) Kationen; Tunnelstrukturen“ zu finden, wo es zusammen mit Akaganeit, Coronadit, Henrymeyerit, Manjiroit, Mannardit, Priderit und Redledgeit die „Hollanditgruppe“ mit der Systemnummer 4.DK.05 bildet.
In der vorwiegend im englischen Sprachraum gebräuchlichen Systematik der Minerale nach Dana hat Henrymeyerit die System- und Mineralnummer 07.09.01.06. Das entspricht ebenfalls der Klasse der „Oxide und Hydroxide“ und dort der Abteilung „Mehrfache Oxide“. Hier findet er sich innerhalb der gleichnamigen Unterabteilung „Mehrfache Oxide“ in der „Kryptomelangruppe (Hart, schwarz, feinkörnig)“, in der auch Hollandit, Kryptomelan, Manjiroit, Coronadit und Strontiomelan eingeordnet sind.

## Kristallstruktur
Hollandit kristallisiert in der monoklinen Raumgruppe I2/m (Raumgruppen-Nr. 12, Stellung 3) mit den Gitterparametern a = 10,01 Å; b = 2,87 Å; c = 9,75 Å und β = 91,2° sowie einer Formeleinheit pro Elementarzelle.

## Bildung und Fundorte

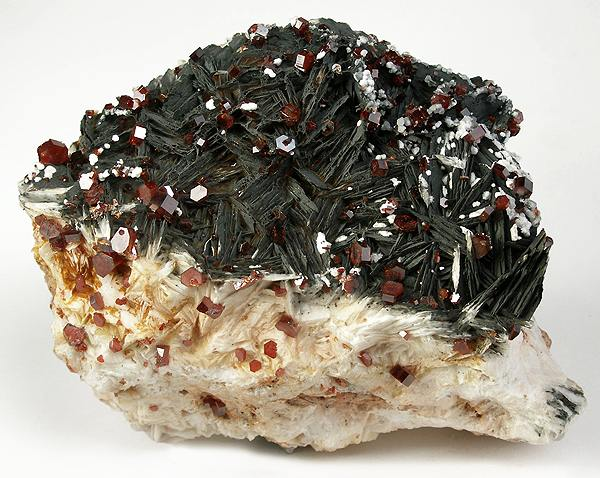
Beeindruckende Mehrfachparagenese aus Hollandit (schwarz), Baryt (weiß) und Vanadinit (rot) aus El Kwal am Moulouya bei Midelt in der marokkanischen Region Meknès-Tafilalet (Größe: 14,3 × 9,6 × 7,9 cm)

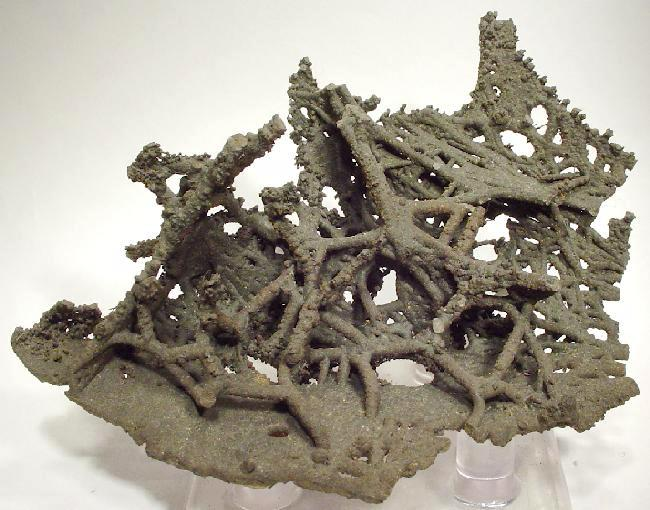
Netzwerkartiges, stalaktitisches Hollandit-Aggregat aus Bisbee (Arizona), USA (Größe: 7,8 × 6,0 × 5,6 cm)

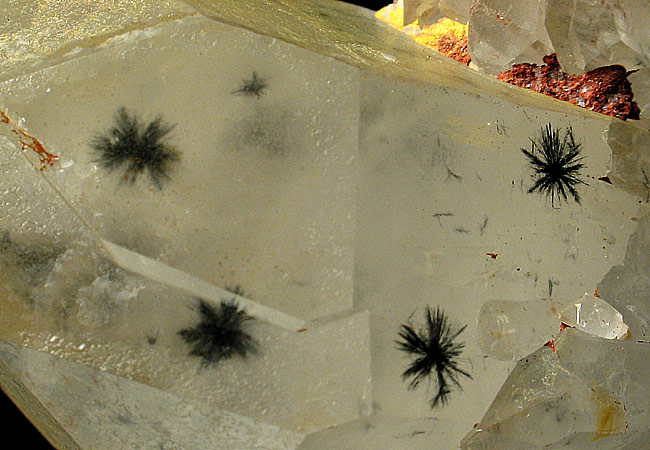
Sternförmige Hollanditinklusion in Quarz aus Madagaskar

Hollandit bildet sich als Primärmineral in kontaktmetamorph veränderten Manganerz-Lagerstätten, kann aber auch sekundär als Verwitterungsprodukt früher entstandener Manganminerale entstehen. Begleitminerale sind unter anderem Bixbyit-(Mn), Braunit, Piemontit, Scheelit und Vanadinit.
Als eher seltene Mineralbildung kann Hollandit an verschiedenen Fundorten zum Teil zwar reichlich vorhanden sein, insgesamt ist er aber wenig verbreitet. Insgesamt sind bisher (Stand: 2011) rund  200 Fundorte bekannt. Neben seiner Typlokalität „Kajlidongri Mine“ bei Jhabua in Madhya Pradesh trat das Mineral in Indien noch in mehreren Lagerstätten in der Umgebung von Vizianagaram in Andhra Pradesh; bei Balaghat, Bhandara und Chhindwara im Typgebiet Madhya Pradesh; bei Bahdra und Nagpur in Maharashtra sowie bei Sundargarh in Orissa.
In Deutschland wurde Hollandit vor allem im Schwarzwald gefunden, so unter anderem bei Langenbrand, Wittichen, Eisenbach, Hammereisenbach und in der bekannten Grube Clara bei Oberwolfach. Des Weiteren konnte das Mineral auch bei Wölsendorf (Oberpfalz) in Bayern, Ober-Rosbach in Hessen, Allendorf (Sundern) und Müsen in Nordrhein-Westfalen, am Königsberg in Rheinland-Pfalz sowie bei Ehrenfriedersdorf in der historischen Bergbaulandschaft Graul und bei Kamenz in Sachsen nachgewiesen werden.
In Österreich fand sich das Hollandit bisher bei Badersdorf im Burgenland; im Friesacher Bürgergiltsteinbruch, am Hüttenberger Erzberg und am Sonntagsberg bei Sankt Veit an der Glan in Kärnten sowie auf der Huteralm im Tiroler Ködnitztal.
In der Schweiz trat das Mineral bisher nur bei Falotta in der Bündner Gemeinde Tinizong-Rona und bei Pipjitälli am Pipji-Gletscher im Turtmanntal (Kanton Wallis) auf.
Weitere Fundorte liegen unter anderem in Angola, Australien, Belgien, Bolivien, Bosnien und Herzegowina, Brasilien, Bulgarien, China, Costa Rica, Fidschi, Frankreich, Griechenland, Irland, Israel, Italien, Japan, Jordan, Kanada, Kasachstan, Madagaskar, Marokko, Mexiko, Namibia, Norwegen, Pakistan, Polen, Russland, Schweden, Slowakei, Spanien, Südafrika, Tansania, Tschechien, Ungarn, im Vereinigten Königreich (Großbritannien) und in den Vereinigten Staaten von Amerika (USA).

## Verwechslungsgefahr
In der Fachliteratur wird mitunter eine Hochdruckmodifikation von Plagioklas (Ca,Na)(Si,Al)4O8 verkürzt oder ungenau als „Hollandit“ bezeichnet. Es handelt sich jedoch um Stöfflerit, der eine hollanditartige Struktur besitzt.